# 銀魂のディスコグラフィ
銀魂のディスコグラフィ（ぎんたまのディスコグラフィ）では、テレビ東京系テレビアニメ『銀魂』のCDアルバムを記述する。

## サウンドトラック

### 銀魂 オリジナル・サウンドトラック
『銀魂 オリジナル・サウンドトラック』（ぎんたま オリジナル・サウンドトラック）は、テレビ東京系テレビアニメ『銀魂』のBGMを集めたサウンドトラック。2006年9月27日にアニプレックスから発売された。
| #         | タイトル                                                | 作詞                       | 作曲                       | 編曲                               | 歌                     | 時間  |
| --------- | ------------------------------------------------------- | -------------------------- | -------------------------- | ---------------------------------- | ---------------------- | ----- |
| 1.        | 「てめーらァァァ!!それでも銀魂ついてんのかァァァ!」     |                            | Audio Highs                |                                    |                        | 01:53 |
| 2.        | 「Pray(TV version)」                                    | Tommy heavenly6            | Chris Walker               | Chris Walker                       | Tommy heavenly6        | 01:29 |
| 3.        | 「サブタイトルだコノヤロー」                            |                            | Audio Highs                |                                    |                        | 00:08 |
| 4.        | 「糖分とらねぇとなぁー」                                |                            | Audio Highs                |                                    |                        | 01:24 |
| 5.        | 「酢昆布おかわりヨロシ?」                               |                            | Audio Highs                |                                    |                        | 01:47 |
| 6.        | 「宇宙戦艦 お登勢」                                     |                            | Audio Highs                |                                    |                        | 02:05 |
| 7.        | 「アメーンダヨ、オ前ラ!!」                              |                            | Audio Highs                |                                    |                        | 01:57 |
| 8.        | 「発情期ですかコノヤロー」                              |                            | Audio Highs                |                                    |                        | 01:57 |
| 9.        | 「余のチャームポイント」                                |                            | Audio Highs                |                                    |                        | 01:29 |
| 10.       | 「あー気持ちわりぃ、二日酔いだなこりゃ」                |                            | Audio Highs                |                                    |                        | 01:36 |
| 11.       | 「泥棒は泥棒でも恋泥棒さ!!」                            |                            | Audio Highs                |                                    |                        | 01:49 |
| 12.       | 「このストーカー野郎がァァ!」                           |                            | Audio Highs                |                                    |                        | 01:12 |
| 13.       | 「オイ、そこもっと声張れェェ!」                         |                            | Audio Highs                |                                    |                        | 01:32 |
| 14.       | 「ここは侍の国だ」                                      |                            | Audio Highs                |                                    |                        | 02:37 |
| 15.       | 「オイオイ、青春ですか?」                               |                            | Audio Highs                |                                    |                        | 02:12 |
| 16.       | 「親父の聖地スナック」                                  |                            | Audio Highs                |                                    |                        | 01:28 |
| 17.       | 「洞爺湖に愛をこめて」                                  |                            | Audio Highs                |                                    |                        | 01:35 |
| 18.       | 「背筋伸ばして生きてくだけよっ!!」                      |                            | Audio Highs                |                                    |                        | 01:33 |
| 19.       | 「またそれかィィ!」                                     |                            | Audio Highs                |                                    |                        | 01:40 |
| 20.       | 「風船ガム(TV version)」                                | 松本隆                     | 永友聖也                   | 大平太一 、 キャプテンストライダム | キャプテンストライダム | 01:28 |
| 21.       | 「アイキャッチですぜぇ」                                |                            | Audio Highs                |                                    |                        | 00:07 |
| 22.       | 「喧嘩ってのはよォ何かを守るためにやるもんだろが」      |                            | Audio Highs                |                                    |                        | 01:47 |
| 23.       | 「ヅラじゃない桂だァァ!!」                              |                            | Audio Highs                |                                    |                        | 01:36 |
| 24.       | 「御用改めである!」                                     |                            | Audio Highs                |                                    |                        | 02:03 |
| 25.       | 「大義を通す前にマナーを通せマナーを」                  |                            | Audio Highs                |                                    |                        | 02:17 |
| 26.       | 「まるでアニメの悪の組織みたいだな」                    |                            | Audio Highs                |                                    |                        | 01:51 |
| 27.       | 「てめーらァ!ブッた斬る!!」                             |                            | Audio Highs                |                                    |                        | 02:20 |
| 28.       | 「喧嘩はグーでやるべし」                                |                            | Audio Highs                |                                    |                        | 02:03 |
| 29.       | 「瞳孔が開いてんぞ」                                    |                            | Audio Highs                |                                    |                        | 01:53 |
| 30.       | 「昔の友人が変わらずにいるというのも悪くないものだな…」 |                            | Audio Highs                |                                    |                        | 02:40 |
| 31.       | 「万事屋 銀ちゃんとは俺達の事だ!」                      |                            | Audio Highs                |                                    |                        | 01:32 |
| 32.       | 「まずはお前が変われ!じゃなきゃ何も変わらねえ!」        |                            | Audio Highs                |                                    |                        | 01:31 |
| 33.       | 「わけのわからない奴ネ」                                |                            | Audio Highs                |                                    |                        | 01:58 |
| 34.       | 「MR.RAINDROP(TV version)」                             | CHRIS EDWARDS・TERRENCE MA | CHRIS EDWARDS・TERRENCE MA | amplified                          | amplified              | 01:29 |
| 35.       | 「俺も、もうジャンプ卒業しなきゃいけねぇ歳だよなぁ」    |                            | Audio Highs                |                                    |                        | 01:51 |
| 36.       | 「カトケン・サ・ン・バ!」(ボーナストラック)             | 大和屋暁                   |                            |                                    | 田中一成               | 02:10 |
| 合計時間: | 合計時間:                                               | 合計時間:                  | 合計時間:                  | 合計時間:                          | 合計時間:              | 61:59 |

### 銀魂 オリジナル・サウンドトラック2
『銀魂 オリジナル・サウンドトラック2』（ぎんたま オリジナル・サウンドトラック2）は、テレビ東京系テレビアニメ『銀魂』のBGMを集めたサウンドトラックの2枚目。2007年11月28日にアニプレックスから発売された。
| 全作曲: Audio Highs。 |                                                                     |          |             |       |
| #                     | タイトル                                                            | 作詞     | 作曲・編曲  | 時間  |
| 1.                    | 「てめーら!はじめるぜぇ!!」                                         |          | Audio Highs | 00:06 |
| 2.                    | 「ったくよー、今日も仕事がこねぇじゃねーか」                        |          | Audio Highs | 01:42 |
| 3.                    | 「バカンスですかお前ら?バカんですかお前ら?」                        |          | Audio Highs | 01:43 |
| 4.                    | 「俺たちの城 高天原」                                               |          | Audio Highs | 01:44 |
| 5.                    | 「消せないデータもある」                                            |          | Audio Highs | 01:48 |
| 6.                    | 「食べ物の好き嫌い多い人は人間の好き嫌いも多い」                    |          | Audio Highs | 02:24 |
| 7.                    | 「そんなんじゃさっちゃん 違う人の所にいっちゃうゾ♡」                |          | Audio Highs | 01:24 |
| 8.                    | 「血に飢えた狂犬」                                                  |          | Audio Highs | 01:46 |
| 9.                    | 「こっからが仕事の時間だ」                                          |          | Audio Highs | 01:23 |
| 10.                   | 「俺ァただ壊すだけだ…この腐った世界を」                             |          | Audio Highs | 01:35 |
| 11.                   | 「宇宙一バカな侍だコノヤロー!!」                                    |          | Audio Highs | 01:42 |
| 12.                   | 「自分を想ってくれる親がいて 他に何がいるよ」                       |          | Audio Highs | 03:20 |
| 13.                   | 「マヨネーズキッチン」                                              |          | Audio Highs | 01:02 |
| 14.                   | 「ご飯は20回噛んでから飲みこみなさい、分かった?」                   |          | Audio Highs | 00:06 |
| 15.                   | 「あー、やっちゃったなー」                                          |          | Audio Highs | 01:25 |
| 16.                   | 「ぬお～!私がやるアル～!」                                          |          | Audio Highs | 01:39 |
| 17.                   | 「あー!俺のジャンプ!!」                                             |          | Audio Highs | 01:12 |
| 18.                   | 「久々の仕事だぜぇ!」                                               |          | Audio Highs | 01:33 |
| 19.                   | 「満月は人を狂わせる」                                              |          | Audio Highs | 01:32 |
| 20.                   | 「嫌な予感がしやがるぜ」                                            |          | Audio Highs | 01:40 |
| 21.                   | 「また面倒なことが起きてやがるな」                                  |          | Audio Highs | 01:55 |
| 22.                   | 「この世で最も大切な女性を悲しませるような真似は、私は絶対しない!」 |          | Audio Highs | 01:49 |
| 23.                   | 「私は最後の一本になっても折れないネ」                              |          | Audio Highs | 01:52 |
| 24.                   | 「鉄を叩きながら てめーの魂を叩き上げろ」                           |          | Audio Highs | 02:36 |
| 25.                   | 「まだまだ続くぜ!」                                                 |          | Audio Highs | 00:05 |
| 26.                   | 「かぶき町哀歌」                                                    | 空知英秋 | 灰津尾出男  | 01:07 |
| 27.                   | 「気ィ引きしめろよ!」                                               |          | Audio Highs | 00:06 |
| 28.                   | 「何してんのこの人たち」                                            |          | Audio Highs | 01:39 |
| 29.                   | 「頭を武装する必要がある」                                          |          | Audio Highs | 01:41 |
| 30.                   | 「魂に刻んだ記憶は何があっても消えねえ」                            |          | Audio Highs | 01:51 |
| 31.                   | 「人生はベルトコンベアのように流れる」                              |          | Audio Highs | 02:12 |
| 32.                   | 「お前の大事な連中ならいるだろ お前の中に」                         |          | Audio Highs | 02:08 |
| 33.                   | 「何度も同じこと言わせんじゃねーよ」                                |          | Audio Highs | 01:46 |
| 34.                   | 「闇夜の虫は光に集う」                                              |          | Audio Highs | 01:54 |
| 35.                   | 「ったく仕方ねぇなぁ、いくぜ!!」                                    |          | Audio Highs | 01:44 |
| 36.                   | 「まだ割れてねーじゃねーか しゃぼん玉」                             |          | Audio Highs | 01:54 |
| 37.                   | 「食える時に食っとかないとね」                                      |          | Audio Highs | 01:30 |
| 38.                   | 「これはこれで良いですね」                                          |          | Audio Highs | 01:41 |
| 39.                   | 「さぁ!こいつでシメだぜ!」                                          |          | Audio Highs | 00:11 |
| 40.                   | 「万事屋ブルース」                                                  | 大和屋暁 | 灰津尾出男  | 03:59 |
| 合計時間:             | 合計時間:                                                           | 64:26    |             |       |

### 銀魂 オリジナル・サウンドトラック3
『銀魂 オリジナル・サウンドトラック3』（ぎんたま オリジナル・サウンドトラック3）は、テレビ東京系テレビアニメ『銀魂』のBGMを集めたサウンドトラックの3枚目。2009年6月24日にアニプレックスから発売された。
| 全作曲: Audio Highs。 |                                                                    |           |             |         |       |
| #                     | タイトル                                                           | 作詞      | 作曲・編曲  | 歌      | 時間  |
| 1.                    | 「掟は破るためにこそある」                                         |           | Audio Highs |         | 02:29 |
| 2.                    | 「何ものにも染まらない黒」                                         |           | Audio Highs |         | 02:17 |
| 3.                    | 「私と仕事どっちが大事なのとかいう女にはジャーマンスープレックス」 |           | Audio Highs |         | 02:46 |
| 4.                    | 「夏休みは始まる前が一番楽しい」                                   |           | Audio Highs |         | 02:32 |
| 5.                    | 「美は夏の果実の如き物」                                           |           | Audio Highs |         | 02:37 |
| 6.                    | 「お前も糖人形にしてやろうか!」                                    |           | Audio Highs |         | 02:51 |
| 7.                    | 「幽霊ネタやる時は慎重に」                                         |           | Audio Highs |         | 02:30 |
| 8.                    | 「ずっと、ずっと一緒にいるよ」                                     |           | Audio Highs |         | 03:01 |
| 9.                    | 「ほぼ100%の確率でビニール傘を置き忘れてくる自分が嫌い」           |           | Audio Highs |         | 05:57 |
| 10.                   | 「4年目とかもういいんじゃね?」                                     |           | Audio Highs |         | 02:43 |
| 11.                   | 「素人はプラスとマイナスだけで十分だ」                             |           | Audio Highs |         | 02:03 |
| 12.                   | 「くらいやがれぇぇぇぇ!!!」                                        |           | Audio Highs |         | 02:16 |
| 13.                   | 「いつも心に一本のドライバー」                                     |           | Audio Highs |         | 02:45 |
| 14.                   | 「ちゃんとお前らと繋がってんだよ」                                 |           | Audio Highs |         | 02:58 |
| 15.                   | 「つーか、いつまでこんなことやってるアルか?」                      |           | Audio Highs |         | 01:36 |
| 16.                   | 「晴れの日に雨傘さす奴には御用心」                                 |           | Audio Highs |         | 02:15 |
| 17.                   | 「夜王鳳仙」                                                       |           | Audio Highs |         | 02:06 |
| 18.                   | 「決闘前には用を足せ」                                             |           | Audio Highs |         | 02:16 |
| 19.                   | 「昼間に飲む酒は一味違う」                                         |           | Audio Highs |         | 02:05 |
| 20.                   | 「安心してくたばれ、ダチ公」                                       |           | Audio Highs |         | 03:31 |
| 21.                   | 「どんだけー!ギンタマン」                                          | 大和屋暁  | Audio Highs | Ko-saku | 01:09 |
| 22.                   | 「どんだけー!小西マン」                                            | 大和屋暁  | Audio Highs | Ko-saku | 01:10 |
| 23.                   | 「男は心に固ゆで卵」                                               |           | Audio Highs |         | 02:12 |
| 24.                   | 「ハードボイルド同心 小銭形平次のテーマ壱 (ボーナストラック)」     |           | Audio Highs |         | 00:20 |
| 25.                   | 「ハードボイルド同心 小銭形平次のテーマ弐 (ボーナストラック)」     |           | Audio Highs |         | 00:20 |
| 26.                   | 「ハードボイルド同心 小銭形平次のテーマ参 (ボーナストラック)」     |           | Audio Highs |         | 00:20 |
| 27.                   | 「ハードボイルド同心 小銭形平次のテーマ四 (ボーナストラック)」     |           | Audio Highs |         | 00:20 |
| 28.                   | 「ハードボイルド同心 小銭形平次のテーマ伍 (ボーナストラック)」     |           | Audio Highs |         | 00:22 |
| 合計時間:             | 合計時間:                                                          | 合計時間: | 合計時間:   | 59:47   |       |

### 劇場版 銀魂 新訳紅桜篇 オリジナル・サウンドトラック
『劇場版 銀魂 新訳紅桜篇 オリジナル・サウンドトラック』（げきじょうばん ぎんたま しんやくべにざくらへん オリジナル・サウンドトラック）は、アニメーション映画『劇場版 銀魂 新訳紅桜篇』のBGMを集めたサウンドトラック。2010年5月12日にアニプレックスから発売された。
| 全作曲: Audio Highs、全編曲: 横山克。 |                                                                                   |       |             |       |
| #                                     | タイトル                                                                          | 作詞  | 作曲・編曲  | 時間  |
| 1.                                    | 「この言葉を贈ります」                                                            |       | Audio Highs | 02:59 |
| 2.                                    | 「闇夜の虫は光に集う～妖刀・紅桜～」                                              |       | Audio Highs | 02:52 |
| 3.                                    | 「ハイハイ、万事屋ですけど」                                                      |       | Audio Highs | 01:45 |
| 4.                                    | 「探しものですかィ?」                                                             |       | Audio Highs | 01:48 |
| 5.                                    | 「辻斬りが出るから危ないよ」                                                      |       | Audio Highs | 01:31 |
| 6.                                    | 「どこかで嗅いだ匂いだね」                                                        |       | Audio Highs | 01:48 |
| 7.                                    | 「ヅラならきっと大丈夫アル」                                                      |       | Audio Highs | 01:31 |
| 8.                                    | 「生き物ってより、化ケ物じゃねーか」                                              |       | Audio Highs | 01:56 |
| 9.                                    | 「侍に必要なのは剣のみさね」                                                      |       | Audio Highs | 02:09 |
| 10.                                   | 「ヅラぁぁぁ!!どこアルかァァァ!?」                                                |       | Audio Highs | 01:31 |
| 11.                                   | 「てめーには聞こえねーのか、この声が」                                            |       | Audio Highs | 01:36 |
| 12.                                   | 「刀なんぞしょせん人斬り包丁だ」                                                  |       | Audio Highs | 01:14 |
| 13.                                   | 「ちょっ…何やってんのォォォあの人ォォ!?」                                         |       | Audio Highs | 02:23 |
| 14.                                   | 「俺だっていい年こいてヤンチャなんかやりたかねーけどよ」                          |       | Audio Highs | 03:59 |
| 15.                                   | 「ハイ 聞けェェェェ!!お前らー!」                                                  |       | Audio Highs | 01:34 |
| 16.                                   | 「そんな甘っちょろいモンじゃねーんだよ俺達は」                                    |       | Audio Highs | 02:35 |
| 17.                                   | 「壊してやるよ!!何もかもっ!!」                                                    |       | Audio Highs | 03:38 |
| 18.                                   | 「ウンコじゃないとぐろを巻いた龍だ」                                              |       | Audio Highs | 01:57 |
| 19.                                   | 「組曲～ヅラじゃない桂だァァ!!～」                                                |       | Audio Highs | 02:48 |
| 20.                                   | 「かかってこいオラ!」                                                             |       | Audio Highs | 01:38 |
| 21.                                   | 「そのヘンテコな髪型見せて笑ってもらえ!!」                                        |       | Audio Highs | 01:56 |
| 22.                                   | 「新訳 宇宙一バカな侍だコノヤロー!!」                                             |       | Audio Highs | 01:41 |
| 23.                                   | 「あれが、白夜叉…!!」                                                             |       | Audio Highs | 01:28 |
| 24.                                   | 「目障りな光が消えねぇ…」                                                         |       | Audio Highs | 02:24 |
| 25.                                   | 「アレこそ紅桜の完全なる姿、アレこそ究極の剣!」                                   |       | Audio Highs | 02:31 |
| 26.                                   | 「私は剣以外何もいらない」                                                        |       | Audio Highs | 01:00 |
| 27.                                   | 「てめーのいう余計なモンがどれだけの力を持ってるか…しかとその目ん玉に焼きつけな」 |       | Audio Highs | 01:03 |
| 28.                                   | 「新訳 鉄を叩きながらてめーの魂を叩きあげろ」                                     |       | Audio Highs | 02:36 |
| 29.                                   | 「いつから違った…俺達の道は」                                                     |       | Audio Highs | 02:44 |
| 30.                                   | 「言ったはずだ…俺ァただ壊すだけだ…この腐った世界を」                              |       | Audio Highs | 00:48 |
| 31.                                   | 「万事屋銀ちゃんがお通りでェェェェ!!」                                            |       | Audio Highs | 03:24 |
| 32.                                   | 「ボーナストラックだコノヤロー!!」                                                |       | Audio Highs | 01:15 |
| 合計時間:                             | 合計時間:                                                                         | 66:02 |             |       |

### 銀魂 オリジナル・サウンドトラック4
『銀魂 オリジナル・サウンドトラック4』（ぎんたま オリジナル・サウンドトラック4）は、テレビ東京系テレビアニメ『銀魂』のBGMを集めたサウンドトラックの4枚目。2012年3月21日にアニプレックスから発売された。
| 全作曲: Audio Highs。 |                                                |           |             |          |       |
| #                     | タイトル                                       | 作詞      | 作曲・編曲  | 歌       | 時間  |
| 1.                    | 「金魂 -ホストのテーマ-」                      |           | Audio Highs |          | 01:23 |
| 2.                    | 「エリザベス はじめてのおつかい」              |           | Audio Highs |          | 03:35 |
| 3.                    | 「汎用曲のタイトルって意外とつけるのが難しい」 |           | Audio Highs |          | 02:21 |
| 4.                    | 「将軍かよォォォ!」                            |           | Audio Highs |          | 02:20 |
| 5.                    | 「そんなこと言ってる場合じゃないでしょ」       |           | Audio Highs |          | 02:02 |
| 6.                    | 「全てどうでもいいよ、もう」                   |           | Audio Highs |          | 02:28 |
| 7.                    | 「吉原桃源郷の月」                             |           | Audio Highs |          | 02:52 |
| 8.                    | 「夜の蜘蛛は縁起が悪い」                       |           | Audio Highs | singman  | 02:43 |
| 9.                    | 「松陽先生との出会い -銀時の過去-」            |           | Audio Highs |          | 03:00 |
| 10.                   | 「大切な荷ほど重く背負い難い」                 |           | Audio Highs |          | 02:44 |
| 11.                   | 「I am Shock」                                 |           | Audio Highs | singman  | 01:35 |
| 12.                   | 「雨ニモ負ケズ」                               |           | Audio Highs |          | 02:06 |
| 13.                   | 「結野家 vs 巳厘野家」                         |           | Audio Highs |          | 02:04 |
| 14.                   | 「夜の顔は陰陽師」                             |           | Audio Highs |          | 02:10 |
| 15.                   | 「ダンボールの神様」                           | 大和屋暁  | Audio Highs | 立木文彦 | 03:30 |
| 16.                   | 「春休みあけは皆ちょっと大人に見える」         |           | Audio Highs |          | 01:59 |
| 17.                   | 「夏休みあけもけっこう大人に見える」           |           | Audio Highs |          | 02:08 |
| 18.                   | 「あんパン生活×日目」                          |           | Audio Highs |          | 02:48 |
| 19.                   | 「かぶき町 -四天王のテーマ-」                  |           | Audio Highs |          | 02:24 |
| 20.                   | 「無法の街に集うはキャッホーな奴ばかり」       |           | Audio Highs |          | 02:03 |
| 21.                   | 「墓場で暴れるのは幽霊だけでない」             |           | Audio Highs |          | 02:24 |
| 22.                   | 「侠の鎖」                                     |           | Audio Highs |          | 02:49 |
| 23.                   | 「鉄の街」                                     |           | Audio Highs |          | 01:49 |
| 24.                   | 「お控えなすって!」                            |           | Audio Highs |          | 02:03 |
| 25.                   | 「寿限無」                                     |           | Audio Highs | ENA      | 02:38 |
| 26.                   | 「渡る世間は愛ばかり」                         |           | Audio Highs |          | 01:49 |
| 27.                   | 「蓮逢篇のテーマ」                             |           | Audio Highs |          | 01:46 |
| 28.                   | 「千両箱とガラクタの箱」                       |           | Audio Highs |          | 01:49 |
| 29.                   | 「ゆけ!カイエーン」                            | 大和屋暁  | Audio Highs | singman  | 01:37 |
| 30.                   | 「茨ガキと薔薇ガキ」                           |           | Audio Highs |          | 02:14 |
| 31.                   | 「見廻り組 -異三郎のテーマ-」                  |           | Audio Highs |          | 02:29 |
| 32.                   | 「兄への想い -土方の過去-」                    |           | Audio Highs |          | 02:38 |
| 合計時間:             | 合計時間:                                      | 合計時間: | 合計時間:   | 74:36    |       |

### 銀魂' 延長戦 オリジナル・サウンドトラック
『銀魂' 延長戦 オリジナル・サウンドトラック』（ぎんたま えんちょうせん オリジナル・サウンドトラック）は、テレビ東京系テレビアニメ『銀魂』のBGMを集めたサウンドトラックの5枚目。2013年4月24日にアニプレックスから発売された｢銀魂'延長戦3｣の完全生産限定版(ANZB-6245)の特典CDに収録された他、同年6月29日に配信リリースでもされた。また、トラック11｢まんたま｣のボーカルは寺門通役の高橋美佳子が歌っている。
| 全作曲: Audio Highs。 |                                      |       |             |       |
| #                     | タイトル                             | 作詞  | 作曲・編曲  | 時間  |
| 1.                    | 「万事屋 金ちゃん」                  |       | Audio Highs | 01:55 |
| 2.                    | 「ストレートパーマに悪い奴はいない」 |       | Audio Highs | 01:41 |
| 3.                    | 「主人公の座」                       |       | Audio Highs | 01:53 |
| 4.                    | 「傾城逆転」                         |       | Audio Highs | 02:51 |
| 5.                    | 「殿中でござる！！」                 |       | Audio Highs | 02:17 |
| 6.                    | 「あの日の約束」                     |       | Audio Highs | 01:48 |
| 7.                    | 「沈まぬ月」                         |       | Audio Highs | 02:11 |
| 8.                    | 「国崩しの道具」                     |       | Audio Highs | 02:29 |
| 9.                    | 「歓迎！天堂無心ビームサーベ流」     |       | Audio Highs | 01:42 |
| 10.                   | 「二人のアニキ」                     |       | Audio Highs | 02:22 |
| 11.                   | 「まんたま」                         |       | Audio Highs | 01:46 |
| 12.                   | 「まんたま karaoke」                 |       | Audio Highs | 01:44 |
| 合計時間:             | 合計時間:                            | 24:39 |             |       |

### 劇場版銀魂 完結篇 万事屋よ永遠なれ オリジナル・サウンドトラック
『劇場版銀魂 完結篇 万事屋よ永遠なれ オリジナル・サウンドトラック』（げきじょうばんぎんたま かんけつへん よろずやよえいえんなれ オリジナル・サウンドトラック）は、アニメーション映画『劇場版 銀魂 完結篇 万事屋よ永遠なれ』のBGMを集めたサウンドトラック。2013年7月3日にアニプレックスから発売された。
| 全作曲: Audio Highs。 |                                                                    |       |                       |       |
| #                     | タイトル                                                           | 作詞  | 作曲・編曲            | 時間  |
| 1.                    | 「よい子のみんなはよーく聞いてね！」                               |       | Audio Highs [ 注 3 ]  | 01:14 |
| 2.                    | 「鬼の背負いし業」                                                 |       | Audio Highs [ 注 4 ]  | 03:35 |
| 3.                    | 「今回の映画そーいうカンジなの？」                                 |       | Audio Highs [ 注 5 ]  | 00:58 |
| 4.                    | 「全てが終わった未来」                                             |       | Audio Highs [ 注 6 ]  | 02:59 |
| 5.                    | 「万事屋新八さん＆ぐらさん」                                       |       | Audio Highs [ 注 7 ]  | 04:22 |
| 6.                    | 「白い呪い」                                                       |       | Audio Highs [ 注 8 ]  | 02:15 |
| 7.                    | 「天下の大罪人」                                                   |       | Audio Highs [ 注 9 ]  | 01:48 |
| 8.                    | 「御用改めである！ 完結篇」                                        |       | Audio Highs [ 注 10 ] | 02:05 |
| 9.                    | 「星崩し」                                                         |       | Audio Highs [ 注 11 ] | 01:12 |
| 10.                   | 「もう一度見たかったな…あの三人の笑顔」                            |       | Audio Highs [ 注 12 ] | 02:11 |
| 11.                   | 「もう何も心配はいらねーよ」                                       |       | Audio Highs [ 注 13 ] | 00:59 |
| 12.                   | 「シャキっとせんかい、さっさと仕事しにいくアルヨ!!」               |       | Audio Highs [ 注 14 ] | 02:11 |
| 13.                   | 「ようやく…会えたな」                                              |       | Audio Highs [ 注 15 ] | 03:03 |
| 14.                   | 「対決 魘魅」                                                      |       | Audio Highs [ 注 16 ] | 03:33 |
| 15.                   | 「俺をやれんのは、俺しかいねーだろ」                               |       | Audio Highs [ 注 17 ] | 02:59 |
| 16.                   | 「過去から連なる想い」                                             |       | Audio Highs [ 注 18 ] | 00:46 |
| 17.                   | 「万事屋の首ィ!!とれるもんならとってみやがれえー!!」               |       | Audio Highs [ 注 19 ] | 05:11 |
| 18.                   | 「みんな、お帰りなさい」                                           |       | Audio Highs [ 注 20 ] | 01:35 |
| 19.                   | 「その姿、まさしく白夜叉（おに）よ…」                              |       | Audio Highs [ 注 21 ] | 03:00 |
| 20.                   | 「私が見つけた大切なデータです」                                   |       | Audio Highs [ 注 22 ] | 01:07 |
| 21.                   | 「てめーらァァァ!!それでも銀魂ついてんのかァァァ！ 完結篇」        |       | Audio Highs [ 注 23 ] | 03:02 |
| 22.                   | 「万事屋よ永遠なれ」                                               |       | Audio Highs [ 注 24 ] | 01:44 |
| 23.                   | 「銀さんいなくなったデビューですかコノヤロー！」(ボーナストラック) |       | Audio Highs [ 注 25 ] | 02:11 |
| 合計時間:             | 合計時間:                                                          | 53:41 |                       |       |

### 銀魂 オリジナル・サウンドトラック5
『銀魂 オリジナル・サウンドトラック5』（ぎんたま オリジナル・サウンドトラック5）は、テレビ東京系テレビアニメ『銀魂』のBGMを集めたサウンドトラックの6枚目。2016年3月2日にアニプレックスから発売された。
| 全編曲: Audio Highs。 |                                            |       |            |       |
| #                     | タイトル                                   | 作詞  | 作曲・編曲 | 時間  |
| 1.                    | 「恥ずかしながら帰って参りました」         |       |            | 02:24 |
| 2.                    | 「何もねぇよ夏」                           |       |            | 02:05 |
| 3.                    | 「いや、チクワでいい」                     |       |            | 02:17 |
| 4.                    | 「デコボッコ教」                           |       |            | 02:01 |
| 5.                    | 「愛しさと切なさと男らしさと女らしさと」   |       |            | 01:50 |
| 6.                    | 「池田夜右衛門」                           |       |            | 01:58 |
| 7.                    | 「鬼か人か」                               |       |            | 01:44 |
| 8.                    | 「朝と夜の死神」                           |       |            | 02:04 |
| 9.                    | 「この国の処刑人」                         |       |            | 02:31 |
| 10.                   | 「おしゃまな普通の男子なのですZ」          |       |            | 02:06 |
| 11.                   | 「光と影の将軍」                           |       |            | 02:55 |
| 12.                   | 「忍の務め」                               |       |            | 02:27 |
| 13.                   | 「サブタイトル -夜明け前-」                |       |            | 00:10 |
| 14.                   | 「国盗合戦」                               |       |            | 02:31 |
| 15.                   | 「血の匂い」                               |       |            | 01:54 |
| 16.                   | 「忍の里」                                 |       |            | 02:25 |
| 17.                   | 「アイキャッチ -狼煙-」                    |       |            | 00:11 |
| 18.                   | 「アイキャッチ -対峙-」                    |       |            | 00:10 |
| 19.                   | 「御庭番衆」                               |       |            | 01:57 |
| 20.                   | 「ろくでなし二人」                         |       |            | 02:40 |
| 21.                   | 「この目蓋の奥に」                         |       |            | 02:10 |
| 22.                   | 「俺達の仇は」                             |       |            | 01:57 |
| 23.                   | 「さらばダチ公」                           |       |            | 03:10 |
| 24.                   | 「鎮魂曲」                                 |       |            | 02:13 |
| 25.                   | 「真選組の道」                             |       |            | 01:52 |
| 26.                   | 「黒縄島の乱戦」                           |       |            | 02:14 |
| 27.                   | 「剣の記憶」                               |       |            | 02:07 |
| 28.                   | 「最後のアドレス」                         |       |            | 02:31 |
| 29.                   | 「流れ作業でテイクオフ」(ボーナストラック) |       |            | 01:44 |
| 合計時間:             | 合計時間:                                  | 58:31 |            |       |

### 銀魂 THE FINAL オリジナル・サウンドトラック
『銀魂 THE FINAL オリジナル・サウンドトラック』（ぎんたま ザ ファイナル オリジナル・サウンドトラック）は、アニメーション映画『銀魂 THE FINAL』のBGMを集めたサウンドトラック。映画の公開日と同じ2021年1月8日にアニプレックスから発売された。
| 全作曲: Audio Highs。 |                                          |       |                       |       |
| #                     | タイトル                                 | 作詞  | 作曲・編曲            | 時間  |
| 1.                    | 「これまでのなが～いあらすじ」           |       | Audio Highs [ 注 28 ] | 01:23 |
| 2.                    | 「在りし日」                             |       | Audio Highs [ 注 29 ] | 01:44 |
| 3.                    | 「永遠なんかじゃ足りねェや」             |       | Audio Highs [ 注 30 ] | 01:07 |
| 4.                    | 「虚の因子」                             |       | Audio Highs [ 注 31 ] | 01:53 |
| 5.                    | 「刹那の記憶」                           |       | Audio Highs [ 注 32 ] | 01:17 |
| 6.                    | 「全ては虚が定めし事」                   |       | Audio Highs [ 注 33 ] | 02:57 |
| 7.                    | 「桂 vs 柩」                             |       | Audio Highs [ 注 34 ] | 02:05 |
| 8.                    | 「どっちが先に枯れるか、勝負ってワケだ」 |       | Audio Highs [ 注 35 ] | 02:13 |
| 9.                    | 「蘇り」                                 |       | Audio Highs [ 注 36 ] | 01:05 |
| 10.                   | 「恒例行事」                             |       | Audio Highs [ 注 37 ] | 01:25 |
| 11.                   | 「僕らのやりたい事」                     |       | Audio Highs [ 注 38 ] | 01:26 |
| 12.                   | 「終われぬ苦しみ」                       |       | Audio Highs [ 注 39 ] | 02:28 |
| 13.                   | 「話したいことが山程あるんだ」           |       | Audio Highs [ 注 40 ] | 03:25 |
| 14.                   | 「二百四十六勝、二百四十七敗」           |       | Audio Highs [ 注 41 ] | 02:59 |
| 15.                   | 「そこに未来があるなら」                 |       | Audio Highs [ 注 42 ] | 01:34 |
| 16.                   | 「俺…こいつらと、万事屋やってんだ」      |       | Audio Highs [ 注 43 ] | 01:50 |
| 17.                   | 「未来の江戸」                           |       | Audio Highs [ 注 44 ] | 01:04 |
| 18.                   | 「理由なんていらねェだろ」               |       | Audio Highs [ 注 45 ] | 01:30 |
| 19.                   | 「世に、奇跡などは存在しない」           |       | Audio Highs [ 注 46 ] | 02:02 |
| 20.                   | 「最後のバカ騒ぎ」                       |       | Audio Highs [ 注 47 ] | 03:55 |
| 合計時間:             | 合計時間:                                | 40:32 |                       |       |

## コンピレーション・アルバム

### 銀魂BEST
『銀魂BEST』（ぎんたまベスト）は、テレビ東京系テレビアニメ『銀魂』の主題歌を集めたコンピレーション・アルバム。2009年3月25日にアニプレックスから発売された。
放送開始から2008年7月までの主題歌を集めた初のコンピレーション・アルバム。初期は特製ピンナップ、テレビアニメのオープニング、エンディングテーマのノンテロップ映像が収録されているDVDが同梱されている期間生産限定盤(2009年6月末までの生産盤)のみの発売だったが、『銀魂BEST2』の発売を記念して2011年6月22日にCDのみの通常盤が発売された。
収録曲
1. Pray [4:31]
  - 歌：Tommy heavenly6、作詞：Tommy heavenly6、作曲・編曲：Chris Walker

2. 風船ガム -銀魂mix- [4:10]
  - 歌：キャプテンストライダム、作詞：松本隆、作曲：永友聖也、編曲：大平太一・キャプテンストライダム

この曲のみオリジナルバージョンではなく、アニメ用にアレンジされた音源となる。
3. MR.RAINDROP [2:40]
  - 歌：amplified、作詞・作曲：CHRIS EDWARDS・TERRENCE MA、編曲：amplified

4. 遠い匂い [3:52]
  - 歌：YO-KING、作詞・作曲：YO-KING、編曲：YO-KING・島田昌典

5. 雪のツバサ [3:48]
  - 歌：redballoon、作詞：井上秋緒、作曲：村屋光二、編曲：redballoon・本間昭光

6. キャンディ・ライン [4:04]
  - 歌：高橋瞳、作詞：高橋瞳、作曲・編曲：TAKUYA

7. 銀色の空 [3:36]
  - 歌：redballoon、作詞：井上秋緒、作曲：村屋光二、編曲：redballon・本間昭光

8. 修羅 [3:20]
  - 歌：DOES、作詞・作曲：氏原ワタル、編曲：DOES

9. 奇跡 [5:17]
  - 歌：シュノーケル、作詞・作曲：西村晋弥、編曲：シュノーケル・tasuku

シュノーケルのアルバム作品には「奇跡 (EQ Version)」というアルバムバージョンで収録されているため、シングルバージョンは本作でアルバム初収録となった。
10. かさなる影 [4:47]
  - 歌：Hearts Grow、作詞・作曲：Hearts Grow、編曲：Fabric

Hearts Growのアルバム作品には収録されておらず、本作でアルバム初収録となった。
11. SIGNAL [4:05]
  - 歌：KELUN、作詞：児嶋亮介、作詞・編曲：KELUN

12. Speed of flow [3:49]
  - 歌：THE RODEO CARBURETTOR、作詞・作曲：鍛治毅、編曲：THE RODEO CARBURETTOR

13. 曇天 [3:10]
  - 歌：DOES、作詞・作曲：氏原ワタル、編曲：DOES

14. sanagi [4:04]
  - 歌：POSSIBILITY、作詞：43K・EIG、作曲：KAZU-O・SHIMADA・HAYATO、編曲：POSSIBILITY・NAOKI-T

15. This world is yours [5:27]
歌：プリングミン、作詞：坂井俊輔、作曲・編曲：プリングミン
本作でアルバム初収録となった。

特典DVD
1. 第1期〜第5期ノンクレジットオープニング映像
2. 第1期〜第10期ノンクレジットエンディング映像

### 銀魂BEST2
『銀魂BEST2』（ぎんたまベスト2）は、テレビアニメ『銀魂』の2枚目のコンピレーション・アルバム。2011年6月22日にアニプレックスから発売された。
2008年10月から放送終了までとよりぬき銀魂さんの放送開始から放送終了までと『劇場版 銀魂 新訳紅桜篇』の主題歌を集めたコンピレーション・アルバム第2弾。テレビアニメのオープニング、エンディングテーマのノンテロップ映像が収録されているDVDが同梱されている。
収録曲
1. アナタMAGIC [4:01]
  - 歌：monobright、作詞・作曲：桃野陽介、編曲：monobright

2. I、愛、会い [3:58]
  - 歌：ghostnote、作詞・作曲：大平伸正、編曲：阿部義晴・ghostnote

3. 輝いた [4:07]
  - 歌：シギ、作詞：シギ、作曲：シギ・上田健司、編曲：上田健司
  - シギのアルバム作品には収録されておらす、この楽曲が収録されたアルバムは本作のみとなる。

4. Stairway Generation [3:35]
  - 歌：Base Ball Bear、作詞・作曲：小出祐介、編曲：Base Ball Bear・玉井健二

5. 朝ANSWER [4:29]
  - 歌：PENGIN、作詞：PENGIN、作曲：PENGIN・小高光太郎、編曲：PENGIN・Koma2 Kaz

6. ウォーアイニー [4:01]
  - 歌：高橋瞳×BEAT CRUSADERS、作詞：タカハシヒトミ、作曲・編曲：BEAT CRUSADERS

本作でアルバム初収録となる。
7. Light Infection [3:54]
  - 歌：Prague、作詞：鈴木雄太、作曲・編曲：Prague

8. ワンダフルデイズ [4:07]
  - 歌：ONE☆DRAFT、作詞・作曲：LANCE、編曲：CHOKKAKU

9. サヨナラの空 [4:13]
  - 歌：Qwai、作詞・作曲・編曲：Qwai

本作でアルバム初収録となる。
10. 風のごとく [3:47]
  - 歌：井上ジョー、作詞・作曲・編曲：井上ジョー

11. WAVE [4:09]
  - 歌：Vijandeux、作詞・作曲：古城康行・Vijandeux、編曲：Vijandeux

12. 可能性ガール [4:41]
  - 歌：栗山千明、作詞：いしわたり淳治、作曲・編曲：布袋寅泰

13. IN MY LIFE [4:03]
  - 歌：AZU、作詞：AZU・菜穂、作曲・編曲：h-wonder

14. カートニアゴ [4:15]
  - 歌：FLiP、作詞：いしわたり淳治、作曲：いしわたり淳治・渡名喜幸子、編曲：いしわたり淳治・FLiP

15. 桜音 [4:04]
  - 歌：ピコ、作詞：ピコ・タイラヨオ、作曲・編曲：samfree

16. 僕たちの季節 [3:38]
  - 歌：DOES、作詞・作曲：氏原ワタル、編曲：DOES

17. バクチ・ダンサー [2:54]
  - 歌：DOES、作詞・作曲：氏原ワタル、編曲：DOES

特典DVD
- TVシリーズ
  1. 第6期〜第8期ノンクレジットオープニング映像
  2. 第11期〜第16期ノンクレジットエンディング映像

- よりぬき銀魂さん
  1. 全ノンクレジットオープニング＆エンディング映像

- 劇場版
  1. 劇場公開時期に「よりぬき銀魂さん」で放送された、特別版ノンクレジットオープニング＆エンディング映像

### 銀魂BEST3
『銀魂BEST3』（ぎんたまベスト3）は、テレビアニメ『銀魂』の3枚目のコンピレーション・アルバム。2013年11月27日にアニプレックスから発売された。
第2期の放送開始から放送終了までと『劇場版 銀魂 完結篇 万事屋よ永遠なれ』の主題歌を集めたコンピレーション・アルバム第3弾。テレビアニメのオープニング、エンディングテーマのノンテロップ映像が収録されているDVDが同梱されている。
収録曲
1. 桃源郷エイリアン [5:02]
  - 歌：serial TV drama、作詞：稲増五生、作曲：新井弘毅、編曲：serial TV drama

2. サムライハート (Some Like It Hot!!) [3:09]
  - 歌：SPYAIR、作詞：MOMIKEN、作曲：UZ、編曲：SPYAIR

3. バランスドール [4:21]
  - 歌：Prague、作詞：鈴木雄太、作曲・編曲：Prague

Pragueのアルバム作品にはイントロが一部省略されたアルバム・バージョンで収録されているため、シングルバージョンは本作でアルバム初収録となった。
4. ジレンマ [3:56]
  - 歌：ecosystem、作詞・作曲：壷坂恵、編曲：ecosystem・TOMI YO

5. アナグラ [3:42]
  - 歌：黒猫チェルシー、作詞：渡辺大和、作曲：澤竜次、編曲：黒猫チェルシー

6. ワンダーランド [3:48]
  - 歌：FLiP、作詞：渡名喜幸子・いしわたり淳治、作曲：渡名喜幸子、編曲：FLiP・いしわたり淳治

7. 仲間 [4:42]
  - 歌：Good Coming、作詞・作曲：Good Coming、編曲：DJ ARTS a.k.a ALL Back

8. LET’S GO OUT [4:24]
  - 歌：AMOYAMO、作詞：川瀬智子、作曲・編曲：奥田俊作

9. ムーンウォーク [3:31]
  - 歌：MONOBRIGHT、作詞：桃野陽介、出口博之、作曲・編曲：MONOBRIGHT

10. サクラミツツキ [3:34]
  - 歌：SPYAIR、作詞：MOMIKEN、作曲・編曲：UZ

11. エクスペクト [3:51]
  - 歌：PAGE、作詞・作曲：PAGE、編曲：Shinsaku Takane

PAGEのアルバムには収録されていないため、本作でアルバム初収録となる。
12. 現状ディストラクション [3:35]
  - 歌：SPYAIR、作詞：MOMIKEN、作曲：UZ、編曲：SPYAIR

特典DVD
- TVシリーズ（第2期）
  1. 第9期〜第13期ノンクレジットオープニング映像
  2. 第17期〜第22期ノンクレジッエンディング映像
  3. おまけのバランスドール 〜「バランスドール」のスペシャルカット総集編〜

- 劇場版
  1. 劇場公開時期に「よりぬき銀魂さん」で放送された、特別版ノンクレジットオープニング映像

### 銀魂BEST4
『銀魂BEST4』（ぎんたまベスト4）は、テレビアニメ『銀魂』の4枚目のコンピレーション・アルバム。2017年12月13日にアニプレックスから発売された。
第3期の放送開始から放送終了までの主題歌を集めたコンピレーション・アルバム第4弾。テレビアニメのオープニング、エンディングテーマのノンテロップ映像が収録されているDVDが同梱されている。
収録曲
1. DAY×DAY [3:38]
  - 歌：BLUE ENCOUNT、作詞・作曲・編曲：田邊駿一

2. DESTINY [4:08]
  - 歌：ねごと、作詞：蒼山幸子、作曲：沙田瑞紀・蒼山幸子、編曲：ねごと

3. プライド革命 [3:55]
  - 歌：CHiCO with HoneyWorks、作詞・作曲・編曲：HoneyWorks

4. 最後までII [4:20]
  - 歌：Aqua Timez、作詞・作曲：太志、編曲：Aqua Timez・akkin

5. Beautiful Days [3:49]
  - 歌：OKAMOTO'S、作詞・作曲：オカモトショウ、編曲：オカモトコウキ

6. グロリアスデイズ [3:58]
  - 歌：THREE LIGHTS DOWN KINGS、作詞：Glielmo Ko-ichi、作曲：u-ya、編曲：THREE LIGHTS DOWN KINGS

7. KNOW KNOW KNOW [3:23]
  - 歌：DOES、作詞・作曲：氏原ワタル、編曲：DOES

8. あっちむいて [3:33]
  - 歌：Swimy、作詞・作曲：Takumi、編曲：Swimy・keiich wakui

特典DVD
- TVシリーズ
  1. 第14期〜第17期ノンクレジットオープニング映像
  2. 第23期〜第26期ノンクレジットエンディング映像

### 銀魂BEST5
『銀魂BEST5』（ぎんたまベスト5）は、テレビアニメ『銀魂』の5枚目のコンピレーション・アルバム。2023年3月15日にアニプレックスから発売された。
第4期の放送開始から放送終了までとよりぬけ!銀魂さんの放送開始から放送終了までと『銀魂 THE FINAL』の主題歌を集めたコンピレーション・アルバム第5弾。テレビアニメのオープニング、エンディングテーマのノンテロップ映像が収録されているDVDが同梱されている。
収録曲
1. カゲロウ [4:00]
  - 歌：ЯeaL、作詞・作曲：Ryoko、編曲：渡辺拓也

2. SILVER [3:40]
  - 歌：RIZE、作詞：JESSE、作曲：KenKen、編曲：RIZE

3. VS [3:35]
  - 歌：BLUE ENCOUNT、作詞・作曲・編曲：田邊駿一

4. 反抗声明 [3:01]
  - 歌：あゆみくりかまき、作詞：TENGUBOY、作曲・編曲：APPAZI、U.M.E.D.Y.

5. 勝手にMY SOUL [4:25]
  - 歌：DISH//、作詞・作曲・編曲：新井弘毅

6. 花一匁 [4:34]
  - 歌：BURNOUT SYNDROMES、作詞・作曲：熊谷和海、編曲：いしわたり淳治、BURNOUT SYNDROMES

7. I Wanna Be… [3:53]
  - 歌：SPYAIR、作詞：MOMIKEN、作曲・編曲：UZ

8. ヒカリ証明論 [4:33]
  - 歌：CHiCO with HoneyWorks、作詞・作曲・編曲：HoneyWorks

9. 今日もサクラ舞う暁に [4:15]
  - 歌：CHiCO with HoneyWorks、作詞・作曲・編曲：HoneyWorks

10. We Gotta Fight [4:33]
  - 歌：XY、作詞：いくら、作曲・編曲：たけし

11. 道楽心情 [3:49]
  - 歌：DOES、作詞・作曲・編曲：氏原ワタル

12. ブレイクダウン [4:59]
  - 歌：DOES、作詞・作曲・編曲：氏原ワタル

13. 轍〜Wadachi〜 [3:38]
  - 歌：SPYAIR、作詞：KENTA、作曲、編曲：KENTA、tasuku

特典DVD
- TVシリーズ
  1. 第18期〜第21期ノンクレジットオープニング映像
  2. 第27期〜第30期ノンクレジットエンディング映像

- よりぬけ!銀魂さん 過去回想篇
  1. ノンクレジットオープニング＆エンディング映像

- 劇場版
  1. ノンクレジットエンディング映像

## 企画アルバム

### 寺門通ファーストアルバム『浮世のことなんて今日は忘れて楽しんでいってネクロマンサー』
『寺門通ファーストアルバム『浮世のことなんて今日は忘れて楽しんでいってネクロマンサー』』（てらかどつうファーストアルバム『うきよのことなんてきょうはわすれてたのしんでいってネクロマンサー』）は、テレビアニメ『銀魂』の登場人物・寺門通（高橋美佳子）のキャラクターソングアルバム。2010年4月24日にムービックから発売された。
銀魂の音楽作品の中では唯一、ソニー・ミュージックエンタテインメント以外からのリリース。アニメイト限定で発売された為、一般のCDショップでは販売されていない。
ブックレットには、寺門通役の高橋美佳子をはじめ、大和屋暁、Audio Highs、監督の高松信司、藤田陽一のコメントが掲載されている。
収録曲
全作詞：大和屋暁、作曲・編曲：Audio Highs
1. お前の母ちゃん××だ! (2:10)
  - テレビアニメ『銀魂』第30・75・126・157・161話挿入歌

2. お前の父ちゃんチョメチョメ (3:45)
  - テレビアニメ『銀魂』第6・30・159話挿入歌

3. チョメ公なんざクソくらえ! (4:46)
  - テレビアニメ『銀魂』第55・56・75・124・157 - 162話挿入歌

4. お前の兄ちゃん○○○○○ (4:37)
  - テレビアニメ『銀魂』第30・92・158・160話挿入歌

5. 放送コードがなんぼのもんじゃい (4:41)
  - テレビアニメ『銀魂』第124・160・161・176話挿入歌

6. お前と×ちゃん呑んだくれ (4:25)
  - テレビアニメ『銀魂』第124話挿入歌

7. ダイナマイト再開〜昼下がりの専業主婦〜 (2:45)
  - 歌：寺門通（高橋美佳子）&鬼子母神春菜（須藤絵里花）
  - テレビアニメ『銀魂』第124話・寺門通OFC編挿入歌

8. お前のバァちゃんお前のバッシュ履いてた (2:21)
  - テレビアニメ『銀魂』第157 - 159・163話挿入歌